# Хаджи Баба Шейх
Хаджи Баба Шейх (курд. Hecî Baba Şêx; 1882, Бокан, Иран—1959, Turcan, Курдистан, Иран) — премьер-министр Мехабадской республики. Родился в Бокане. Состоял в Демократической партии Иранского Курдистана. После того, как эта просоветская республика была подавлена иранскими войсками в 1947 году, он, в отличие от Кази Мухаммада, не был казнён. Жизнь Хаджи Бабе Шейху сохранил его религиозный статус. Во время республики его секретарем был журналист и поэт Хемин Мукрияни.